# سیارک ۱۳۵۰۶۹
سیارک ۱۳۵۰۶۹ (به انگلیسی: 135069 Gagnereau، نامگذاری:2001PV28) صد و سی و پنج هزار و شصت و نهمین سیارک کشف شده‌است که در ۱۵ اوت ۲۰۰۱ کشف شد.